# 平成28年台風第18号
平成28年台風第18号（へいせい28ねんたいふうだい18ごう、アジア名:チャバ、フィリピン名: イグメ）は、2016年9月29日に発生した台風。韓国南部を直撃して大きな被害をもたらしたほか、沖縄付近で猛発達して特別警報が発表されるに至った台風である。

## 概要

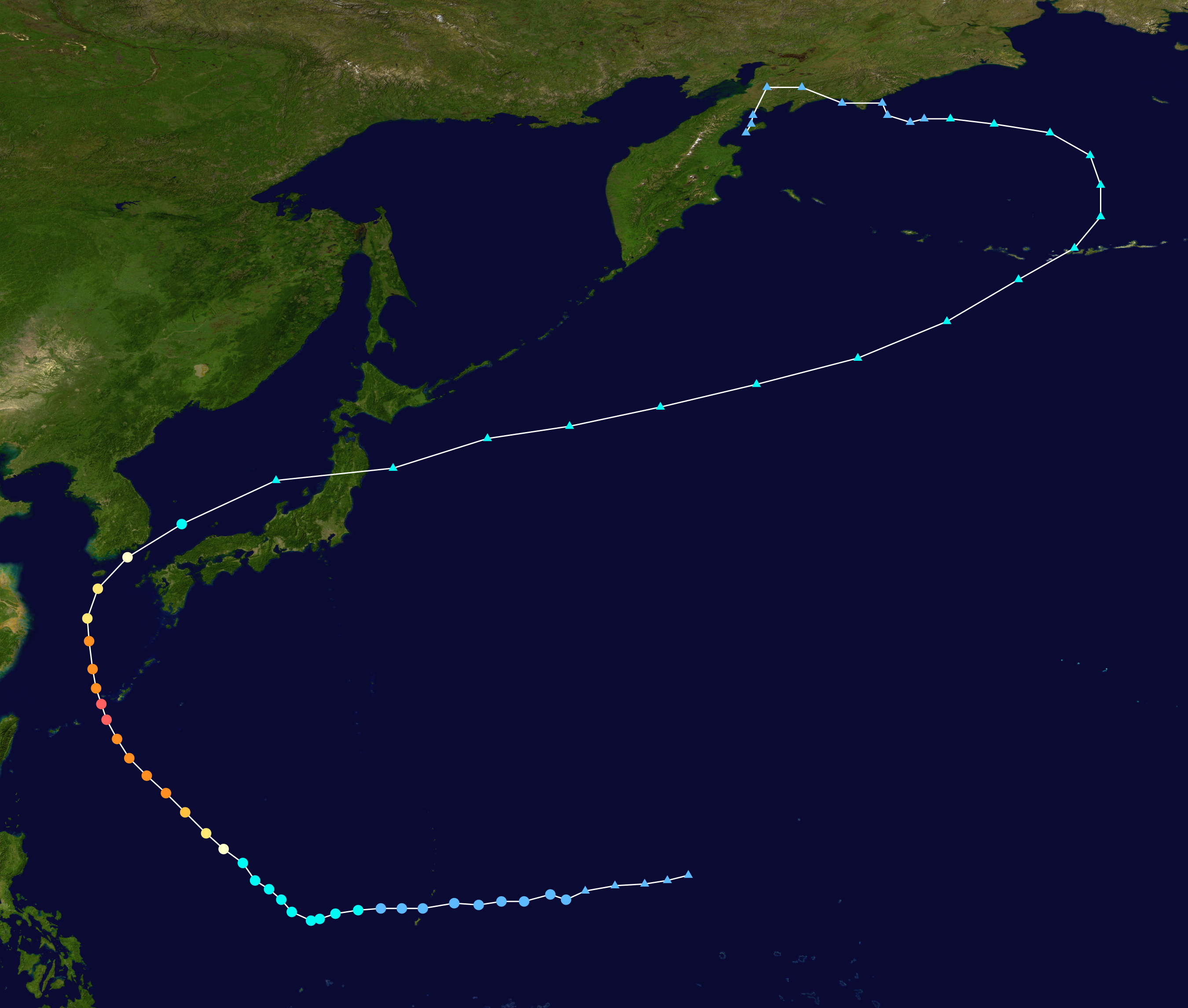
進路図

9月26日頃にウェーク島の西で発生した低気圧98Wが次第に発達し、合同台風警報センターは同日に熱帯低気圧形成警報（TCFA）を発した。既に熱帯低気圧として観測していた気象庁は、28日3時に台風への昇格を発表したが、事後解析で発生日時を修正。同日、JTWCは熱帯低気圧番号21Wを付けたのち、29日15時（協定世界時同6時）に21Wは台風に昇格したことになった。アジア名チャバ（Chaba）と命名された。18号は10月1日午前にフィリピンの監視領域に達し、フィリピン大気地球物理天文局（PAGASA）によってフィリピン名イグメ（Igme）と命名された。台風は発達しながら北西に進み、3日15時には久米島の南で中心気圧915ヘクトパスカルの猛烈な勢力に発達した。18時にはさらに発達して905ヘクトパスカル、最大風速60メートルに達し、「中心気圧910ヘクトパスカル以下または最大風速60メートル以上」という基準を満たしたため、気象庁は19時2分に沖縄本島地方に大雨、暴風、波浪、高潮の特別警報を発表した。台風はその後勢力を若干弱めながらも東シナ海を北上、進路を東寄りに変え、5日未明には韓国の済州島を、正午頃には釜山をそれぞれ直撃し、大きな被害をもたらした。台風は対馬海峡を通って日本海東進し、一時観測史上初めて台風が日本海から直接新潟県に上陸する可能性も考えられたが、上陸前の同日21時に日本海上で温帯低気圧に変わった。

## 被害
台風が10月5日に強風と豪雨を伴って韓国南部を通過したため、沿岸部の約23万世帯が停電に見舞われた。6日までに鉄砲水により6人が死亡、4人が行方不明となった。最大瞬間風速56.5m/sを記録した済州島では道路が冠水し、空の便においても欠航が相次いだほか、停泊中の漁船の船員が海に落ちて行方不明になったり、河川の氾濫によりおよそ60台の車が流されたりした。一方釜山では、900校もの学校が休校となったほか、6日夕方に開幕予定であったアジア最大の映画祭、釜山国際映画祭（BIFF）のため、海雲台海水浴場に設置された屋外ステージが、強風によって倒壊した。映画祭の関連イベントが一部中止になったほか、会場変更を余儀なくされるなどした。工業都市の蔚山では現代自動車の工場が洪水に見舞われたという。梧桐島では、防波堤を歩いていた旅客船の船員ら6人が、高波に襲われて海に投げ出された。6人はまもなく救助され、命に別条はなかった。国民安全処が5日6時までにまとめた被害状況によれば、済州市の工事現場でタワークレーンが倒れ、近隣の住民6世帯8人が避難したという。市内を流れる漢川が4時ごろに氾濫したため、西帰浦市では停泊中の漁船1隻が転覆した。さらに、済州火力発電所の5基のうち2基が一時稼働停止となり、2万4,998世帯が停電となった。